# 16251 Barbifrank
16251 Barbifrank (2000 HX48) là một tiểu hành tinh vành đai chính được phát hiện ngày 29 tháng 4 năm 2000 bởi nhóm nghiên cứu tiểu hành tinh gần Trái Đất phòng thí nghiệm Lincoln ở Socorro.